# Плешивцев, Иван Николаевич
Иван Николаевич Плешивцев (1910—1952) — старший лейтенант Советской Армии, участник Великой Отечественной войны, Герой Советского Союза (1945).

## Биография
Родился 1 июля 1910 года в деревне Тютчево (ныне — Лебедянский район Липецкой области). Окончил десять классов школы. С раннего возраста работал сначала каменщиком, секретарём сельсовета, затем на железной дороге.
В 1942 году был призван на службу в Рабоче-крестьянскую Красную Армию. В 1943 году окончил Рязанское пехотное училище. С июля того же года — на фронтах Великой Отечественной войны.
К январю 1945 года старший лейтенант И. Плешивцев командовал пулемётной ротой 1028-го стрелкового полка 260-й стрелковой дивизии 47-й армии 1-го Белорусского фронта. Отличился во время освобождения Польши. 16 января 1945 года рота Плешивцева в числе первых переправилась через Вислу к северу от Варшавы и перерезала шоссе Модлин-Варшава. Только за первый день боёв ей было подавлено 28 вражеских огневых точек и уничтожено более 40 солдат и офицеров противника, что способствовало успешным действиям стрелковых частей.
Указом Президиума Верховного Совета СССР от 27 февраля 1945 года за «умелое командование подразделением, мужество и героизм, проявленные в Висло-Одерской операции», старший лейтенант Иван Плешивцев был удостоен высокого звания Героя Советского Союза с вручением ордена Ленина и медали «Золотая Звезда».
В 1948 году уволен в запас. Проживал в Лебедяни, руководил местной железнодорожной станцией. Трагически погиб в результате несчастного случая в 1952 году.
Был также награждён рядом медалей.